# Territori de Hawaii

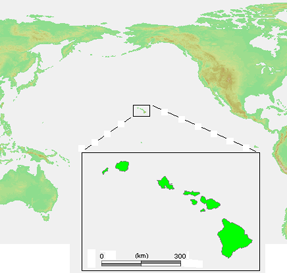
Territori de Hawaii.

El Territori de Hawaii va ser un territori organitzat incorporat als Estats Units que va existir del 12 d'agost de 1898 al 21 d'agost de 1959, quan la major part del seu territori, excloent l'illa Palmyra i el Illes Stewart, va ser admesa a la Unió com el cinquantè estat estatunidenc, l'Estat de Hawaii. La Llei d'Admissió de Hawaii va especificar que el nou estat no inclouria l'illa Palmyra, les Illes Midway, l'escull Kingman i l'atol Johnston, però no va dir res sobre les Illes Stewart.
El Congrés dels Estats Units va aprovar la Resolució de Newlands, que annexionava la República de Hawaii als Estats Units. La història territorial de Hawaii inclou el període entre el 1941 i el 1944 (durant la Segona Guerra Mundial), quan les illes van ser posades sota llei marcial. El govern civil va ser dissolt i es va nomenar un governador militar.